# Przestrzeń jednorodna
Przestrzeń jednorodna – dla danej grupy {\displaystyle G} niepusta rozmaitość lub przestrzeń topologiczna {\displaystyle X} na której {\displaystyle G} działa przechodnio poprzez symetrie w sposób ciągły. Szczególnym przypadkiem jest, gdy rozważana grupa topologiczna {\displaystyle G} jest grupą homeomorfizmów przestrzeni {\displaystyle X.} Wówczas {\displaystyle X} jest jednorodna, jeżeli intuicyjnie {\displaystyle X} „wygląda wszędzie tak samo”. Niektórzy autorzy nalegają, by działanie {\displaystyle G} było efektywne (tzn. wierne), choć w artykule nie zakłada się tego. Istnieje zatem działanie grupy {\displaystyle G} na {\displaystyle X,} o którym można myśleć, że zachowuje pewną „strukturę geometryczną” na {\displaystyle X,} czyniąc z {\displaystyle X} pojedynczą G-orbitę.

## Definicja
Niech {\displaystyle X} będzie niepustym zbiorem, a {\displaystyle G} będzie grupą. Parę {\displaystyle (X,G)} nazywa się {\displaystyle G}-przestrzenią, jeżeli {\displaystyle G} działa na {\displaystyle X}. Zauważmy, że {\displaystyle G} musi działać na zbiorze poprzez automorfizmy (bijekcje). Jeżeli {\displaystyle X} należy do tej pewnej kategorii, to przyjmuje się, że elementy {\displaystyle G} działają jako automorfizmy w tej kategorii. Stąd odwzorowania na {\displaystyle X} wyznaczane przez {\displaystyle G} zachowują strukturę przestrzeni. Przestrzeń jednorodna to {\displaystyle G}-przestrzeń, na której {\displaystyle G} działa przechodnio.
Zwięźle, jeśli {\displaystyle X} jest obiektem kategorii {\displaystyle \mathbf {C} ,} to strukturą {\displaystyle G}-przestrzeni jest homomorfizm
{\displaystyle \varrho \colon G\to \operatorname {Aut} _{\mathbf {C} }(X)}
w grupę automorfizmów obiektu {\displaystyle X} kategorii {\displaystyle \mathbf {C} .} Para {\displaystyle (X,\varrho )} definiuje przestrzeń jednorodną, gdzie {\displaystyle \varrho (G)} jest przechodnią grupą symetrii na zbiorze {\displaystyle X.}

## Przykłady
Jeśli {\displaystyle X} jest przestrzenią topologiczną, to o elementach grupy zakłada się, iż działają na {\displaystyle X} jako homeomorfizmy. Strukturą {\displaystyle G}-przestrzeni jest homomorfizm grup {\displaystyle \varrho \colon G\to \operatorname {Homeo} (X)} w grupę homeomorfizmów {\displaystyle X.}
Podobnie, jeżeli {\displaystyle X} jest rozmaitością różniczkową, to elementami grupy są dyfeomorfizmy. Strukturą {\displaystyle G}-przestrzeni jest homomorfizm grup {\displaystyle \varrho \colon G\to \operatorname {Diff} (X)} w grupę dyfeomorfizmów {\displaystyle X.}

## Geometria
W duchu programu erlangeńskiego, geometria {\displaystyle X} może być rozumiana jako geometria, w której „wszystkie punkty są takie same”. Jest to prawdą dla właściwie wszystkich geometrii przedstawionych przed geometrią riemmanowską z połowy XIX wieku.
W ten sposób przestrzenie euklidesowe, przestrzenie afiniczne i przestrzenie rzutowe są naturalnymi przykładami przestrzeni jednorodnych względem odpowiednich grup symetrii. Tak samo ma się rzecz z modelami geometrii nieeuklidesowych o stałej krzywiźnie, np. przestrzeń hiperboliczna.
Kolejnym klasycznym przykładem jest podprzestrzeń prostych trójwymiarowej przestrzeni rzutowej (równoważnie: podprzestrzeń dwuwymiarowych podprzestrzeni czterowymiarowej przestrzeni liniowej). Metodami algebry liniowej pokazuje się, że pełna grupa liniowa {\displaystyle \operatorname {GL} (4,\mathbb {R} )} działa na niej przechodnio. Wspomniane proste można sparametryzować współrzędnymi liniowymi: są to minory typu 2×2 macierzy typu 2×4 o kolumnach zawierających dwa wektory bazowe podprzestreni. Geometrią otrzymanej przestrzeni jednorodnej jest geometria liniowa Juliusa Plückera.

## Przestrzenie jednorodne jako przestrzenie warstw
Ogólnie, jeżeli {\displaystyle X} jest przestrzenią jednorodną, a {\displaystyle H_{o}} jest stabilizatorem pewnego ustalonego punktu {\displaystyle o\in X} (wybór początku), to punkty {\displaystyle X} odpowiadają warstwom lewostronnym {\displaystyle G/H_{o}.}
W ogólności różne wybory początku {\displaystyle o} będą dawać iloraz {\displaystyle G} przez inną podgrupę {\displaystyle H_{o'},} która związana jest z {\displaystyle H_{o}} przez automorfizm wewnętrzny {\displaystyle G.} Dokładniej,
|  |  | {\displaystyle H_{o'}=gH_{o}g^{-1},} |  | (1) |

gdzie {\displaystyle g} jest dowolnym elementem {\displaystyle G,} dla którego {\displaystyle go=o'.} Zauważmy, że automorfizm wewnętrzny (1) nie zależy od wybory {\displaystyle g,} lecz tylko od {\displaystyle g} modulo {\displaystyle H_{o}.}
Jeżeli działanie {\displaystyle G} na {\displaystyle X} jest ciągłe, to {\displaystyle H} jest domkniętą podgrupą {\displaystyle G} W szczególności, jeśli {\displaystyle G} jest grupą Liego, to {\displaystyle H} jest domkniętą podgrupą Liego na mocy twierdzenia Cartana. Stąd {\displaystyle G/H} jest rozmaitością gładką, a więc {\displaystyle X} jest wyposażona w wyznaczoną jednoznacznie strukturę gładką zgodną z działaniem grupy.
Jeżeli {\displaystyle H} jest podgrupą trywialną {\displaystyle \{e\},} to {\displaystyle X} jest główną przestrzenią jednorodną.

## Przykład
W przypadku geometrii liniowej można na przykład utożsamiać {\displaystyle H} z 12-wymiarową podgrupą 16-wymiarowej pełnej grupy liniowej {\displaystyle \operatorname {GL} _{4}} zdefiniowanej poprzez następujące warunki na elementy macierzy
{\displaystyle h_{13}=h_{14}=h_{23}=h_{24}=0,}
szukając stablizatora podprzestrzeni rozpinanej przez dwa pierwsze wektory bazy standardowej. Dowodzi to, że {\displaystyle X} jest wymiaru 4.
Ponieważ istnieje 6 wyznaczonych przez minory współrzędnych jednorodnych, to oznacza to, że nie są one od siebie niezależne. Istotnie, między wspomnianymi sześcioma minorami zachodzi zależność kwadratowa znana już XIX-wiecznym geometrom.
Przykład ten był pierwszym znanym przykładem grasmannianu innego niż przestrzeń rzutowa. Istnieje wiele innych przestrzeni jednorodnych klasycznych grup liniowych powszechnie stosowanych w matematyce.

## Prejednorodne przestrzenie liniowe
Idea prejednorodnej przestrzeni liniowej (ang. prehomogeneous vector space) została przedstawiona przez Mikio Sato.
Jest to skończenie wymiarowa przestrzeń liniowa {\displaystyle V} z działaniem grupy algebraicznej {\displaystyle G} takiej, że istnieje orbita {\displaystyle G,} która jest otwarta w topologii Zariskiego (w konsekwencji: gęsta). Przykładem może być {\displaystyle \operatorname {GL} _{1}} działająca na przestrzeni jednowymiarowej.
Definicja jest bardziej ograniczająca, niż się wydaje na początku: takie przestrzenie mają niezwykłe własności; istnieje także klasyfikacja nierozkładalnych prejednorodnych przestrzeni liniowych co do przekształcenia znanego jako „roszowanie” (ang. castling).

## Zastosowania w fizyce
Kosmologia wykorzystująca ogólną teorię względności korzysta z systemu klasyfikacji Bianchiego. Przestrzenie jednorodne reprezentują część przestrzenną przestrzeni metrycznych pewnych modeli kosmologicznych; np. trzy przypadki metryki Friedmanna-Lemaître’a-Robertsona-Walkera mogą być reprezentowane przez podzbiory Bianchiego typu I (płaskiego), V (otwartego), VII (płaskiego lub otwartego) i IX (domkniętego), podczas gdy uniwersum Mixmaster reprezentuje anizotropowy przykład kosmologii Bianchiego IX.
Przestrzeń jednorodna wymiaru {\displaystyle N} określa {\displaystyle N(N-1)/2} wektorów Killinga. W przypadku trójwymiarowym daje to całkowitą liczbę sześciu liniowo niezależnych pól wektorowych Killinga; trójwymiarowe przestrzenie jednorodne mają tę własność, iż do znalezienia trzech nieznikających pól wektorowych
{\displaystyle \xi _{[i;k]}^{(a)}=C_{\ bc}^{a}\xi _{i}^{(b)}\xi _{k}^{(c)},}
gdzie obiekt {\displaystyle C_{\ bc}^{a},} tzw. „stała strukturalna”, jest stałym tensorem rangi 3 antysymetrycznym ze względu na dwa dolne wskaźniki (nawiasy kwadratowe po lewej oznaczają antysymetryzację, a średnik oznacza operator pochodnej kowariantnej),
można użyć kombinacji liniowych wspomnianych sześciu pól. W przypadku płaskiego uniwersum izotropowego, jedną możliwością jest {\displaystyle C_{\ bc}^{a}=0} (typ I), ale w przypadku domkniętego uniwersum FLRW, {\displaystyle C_{\ bc}^{a}=\varepsilon _{\ bc}^{a},} gdzie {\displaystyle \varepsilon _{\ bc}^{a}} jest symbolem Leviego-Civity.